# Middle River (vattendrag i Australien)
Middle River är ett vattendrag i Australien. Det ligger i delstaten South Australia, omkring 160 kilometer sydväst om delstatshuvudstaden Adelaide. Middle River ligger på ön Kangaroo Island.
I omgivningarna runt Middle River växer i huvudsak städsegrön lövskog. Trakten runt Middle River är nära nog obefolkad, med mindre än två invånare per kvadratkilometer. Genomsnittlig årsnederbörd är 751 millimeter. Den regnigaste månaden är juni, med i genomsnitt 141 mm nederbörd, och den torraste är januari, med 19 mm nederbörd.